# Durch Dick und Dünn
Durch Dick und Dünn ist eine deutsche Filmkomödie von 1951. Theo Lingen ist dabei Regisseur, Hauptdarsteller und, gemeinsam mit Fritz Eckhardt, Autor der Geschichte. Der Film ist eine prototypische „Lingen-Klamauk“-Komödie um eine „zauberhafte“ Erbschaft.

## Handlung
Theodor Müller erhält eines Morgens am Frühstückstisch per Post die Nachricht, dass Onkel Ottokar in Stuttgart verstorben sei und Theodors Ehefrau Else zur Alleinerbin eingesetzt habe. Sofort beginnen Else und die Kinder Marlene, Rolf und Peter das zu erwartende Erbe zu verplanen. Die Familie beschließt, dass Theodor nach Stuttgart fahren und sich um das Erbe kümmern soll.
Vor seiner Abfahrt schaut Theodor noch einmal in seinem Juweliergeschäft nach dem Rechten, das er mit seiner Frau und Herrn Schulze führt. Hier versucht gerade Gräfin Donnersberg wertvolle Edelsteine preiswert an Schulze zu verkaufen, doch rät Theodor davon ab. Er weiß nicht, dass Schulze bereits Else von der günstigen Gelegenheit des Steinkaufs berichtet hat und sie auf einem Handel mit der Gräfin besteht. Wie sich später herausstellt, war Theodors Misstrauen durchaus berechtigt und die Gräfin wird als Teil einer Diebesbande von der Polizei verhaftet.
Als Theodor seiner Familie aus Stuttgart zurück das Erbe offeriert, ist die Enttäuschung groß. Else hat eine Kostenrechnung, ein altes  Grammophon und ein sehr altes Auto geerbt. Auch als Theodor der Familie einige Wunderdinge über das Auto erzählt, zum Beispiel, dass der Tank erstaunlicherweise nie leer geworden sei und das Auto ihn vor einem Überfall durch Wegelagerer bewahrt habe, hebt das die Stimmung nicht. Als dann auch noch ein Ausflug mit dem Auto wegen einer Panne ein abruptes Ende nimmt, will die Familie von dem alten Auto überhaupt nichts mehr wissen.
Eine Filmgesellschaft, die ein solch altes Auto für eine Filmszene benötigt, muss in Kauf nehmen, dass Theodor Müller das Auto selbst steuern will. Da man ihm nicht gesagt hat, dass ein hochtouriger Kompressormotor in das Fahrzeug eingebaut wurde, wird seine Fahrt über den Rummelplatz, wo die Filmaufnahmen entstehen sollten, ein Fiasko.
Zum Schluss borgt sich das jüngste Familienmitglied Peter heimlich den Wagen für einen abendlichen Ausflug ins Grüne. Der Ausflug endet für Peter glimpflich, als der Wagen eine Böschung hinab in einen See stürzt, er selbst jedoch unverletzt bleibt. Als der Wagen geborgen wird, entdeckt man darin eine Kassette, die man den Müllers aushändigt. Zur Freude der Familie enthält sie ein kleines Vermögen, von dem sich die Familie ein neues Auto kauft.

## Produktion
Es handelt sich um einen Apollo-Film im Gloria-Filmverleih. Die Filmaufnahmen entstanden im Atelier Berlin-Tempelhof sowie in Berlin und Umgebung. Für die Bauten war Gabriel Pellon zuständig. Die Produktionsleitung lag in den Händen von Willie Hoffmann-Andersen. Die Uraufführung des Films fand am 21. September 1951 im Rheingold in Karlsruhe statt.

## Medien
Der Film ist bisher nur als Videoversion erschienen (Bild am Sonntag Video-Kollektion „Heimat“).

## Kritiken
„Theo-Lingen-Nummernrevue wie sie im Buche steht. Als Regisseur, Autor (zusammen mit dem vielseitigen Fritz Eckhardt) und Hauptdarsteller zieht er in dieser überdrehten Klamotte altbewährt vom Leder, gibt routiniert den überforderten Jedermann, den unerwartet das Glück ereilt. Als Stichwortgeber halten immerhin Fita Benkhoff, Grete Weiser, Lucie Englisch und Hans Richter her.“

„Ein Oldtimer-Ford bringt einem überforderten Familienvater unerwartet Glück ins Haus. Überdehnte Klamotte mit altbewährten Komikern und abgenutzten Gags.“

„Juwelier Müller, ein herzensguter, wenngleich leicht vertrottelter Familienvater, erbt mit seiner Familie ein uraltes Auto. Zuerst will er es sofort wieder verkaufen, aber dann behält er es doch. Es erweist sich nicht nur als Auto mit Seele, sondern auch als Ursache zahlreichen Unfugs. Aber zuletzt bringt das Auto allen Glück. – Klamauk von und mit Theo Lingen.“